# The Three Garridebs
Pour plus de détails, voir Fiche technique et Distribution.
The Three Garridebs est un téléfilm américain, diffusée sur NBC en 1937.

## Fiche technique
- Titre original : The Three Garridebs
- Scénario d'après la nouvelle Les Trois Garrideb d'Arthur Conan Doyle
- Société de production : NBC
- Société de distribution : NBC
- Pays d’origine :  États-Unis
- Langue originale : anglais
- Format : noir et blanc — 1,33:1 — son Mono
- Genre : film policier
- Dates de sortie :  États-Unis : 27 novembre 1937

## Distribution
- Louis Hector : Sherlock Holmes
- William Podmore : Docteur Watson
- Violet Bessen : Mrs Hudson
- Arthur Maitland : John Garrideb
- James Spottswood : Nathan Garribed
- Eustace Wyatt : Inspecteur Lestrade